# قسم أرسك الريفي (مقاطعة بشروية)
قسم أرسك الريفي (بالفارسية: دهستان ارسک) هي منطقة ريفية تقع في إيران في Eresk District. يقدر عدد سكانها بـ 569 نسمة .